# Tympanuchus
Tympanuchus is een geslacht van vogels uit de familie fazantachtigen (Phasianidae).

## Soorten
Het geslacht kent de volgende soorten:
- Tympanuchus cupido – Prairiehoen
- Tympanuchus pallidicinctus – Klein prairiehoen
- Tympanuchus phasianellus – Stekelstaarthoen